# 寒原荠属
寒原荠属（学名：Aphragmus）是十字花科下的一个属，为矮小多年生草本植物。该属共有3－4种，分布于阿拉斯加至中亚。

## 下属物种
- 波福寒原荠 Aphragmus bouffordii
- 尖果寒原荠 Aphragmus oxycarpus
- 四川寒原荠 Aphragmus pygmaeus